# أشلي بينسون
فيكتوريا أشلي بنسون (بالإنجليزية: Ashley Benson)‏ (ولدت في 18 ديسمبر 1989) هي ممثلة أفلام أمريكية وممثلة تلفزيونية وعارضة أزياء.

## نشأتها
ولدت آشلي بينسون في تلال اناهييم كاليفورنيا.تعلمت من الصغر رقص الباليه وغناءالجاز الهيب هوب

## حياتها الشخصية
في يونيو 2019 ، أعلن بنسون وكارا ديليفين أن علاقتهما بدأت من عام الفائت .

## فيلموغرافيه
| فيلم         | فيلم                                | فيلم                               | فيلم                                                          |
| عام          | عنوان                               | دور                                | ملاحظة                                                        |
| ------------ | ----------------------------------- | ---------------------------------- | ------------------------------------------------------------- |
| 2004         | 13 أصبحت 30                         | Six Chick                          |                                                               |
| 2005         | Neighbors                           | Mindy                              |                                                               |
| 2007         | Bring It On: In It to Win It        | Carson (Sharks)                    |                                                               |
| 2008         | فاب فايف: فضيحة مشجعات تكساس (فيلم) | Brooke Tippit                      |                                                               |
| 2008         | Bart Got a Room                     | Alice                              |                                                               |
| 2010         | Christmas Cupid                     | Caitlin Quinn                      | ABC Family Original Movie                                     |
| 2013         | إجازات الربيع                       | Brit                               | With سيلينا غوميز، فانيسا هادجنز، راشيل كورين and جيمس فرانكو |
| تلفزيون      |                                     |                                    |                                                               |
| عام          | عرض                                 | دور                                | ملاحظة                                                        |
| 2002         | Nikki                               | Dancer                             | Episode "Working Girl"                                        |
| 2002         | المقاطعة                            | Melissa Howell                     | Episode: "Explicit Activities"                                |
| 2002         | الجناح الغربي (مسلسل)               | Girl                               | Episode: "Game On"                                            |
| 2004         | Strong Medicine                     | April                              | Episode: "Cape Cancer"                                        |
| 2004–2007    | أيام حياتنا                         | Abigail Deveraux                   | 175 episodes, November 12, 2004–May 7, 2007                   |
| 2005         | 7th Heaven                          | Margot                             | Episodes: "Tangled Web We Weaved" & "Hungry"                  |
| 2005         | Zoey 101                            | Candice                            | Episode: "Quinn's Date"                                       |
| 2006         | ذا أو سي (مسلسل)                    | Riley                              | Episode: "The Summer Bummer"                                  |
| 2008         | ما وراء الطبيعة                     | Tracy Davis                        | Episode: "It's the Great Pumpkin, Sam Winchester"             |
| 2008         |                                     | Amy Beck                           | Episode: "Bombshell"                                          |
| 2009–2010    | Eastwick                            | Mia Torcoletti                     | Regular role, 13 episodes                                     |
| 2010-present | الكاذبات الصغيرات الجميلات          | الكاذبات الصغيرات الجميلات (مسلسل) | Main role, ABC Family Original Series                         |

| موسيقى فيديو | موسيقى فيديو | موسيقى فيديو   | موسيقى فيديو |
| عام          | عنوان        | الفنان         |              |
| ------------ | ------------ | -------------- | ------------ |
| 2009         | That Girl    | NLT            |              |
| 2010         | BlackLight   | One Call ‏      |              |
| 2012         | Honestly     | Hot Chelle Rae |              |

## وصلات خارجية
- الموقع الرسمي
- أشلي بينسون على موقع IMDb (الإنجليزية)
- أشلي بينسون على موقع ميتاكريتيك (الإنجليزية)
- أشلي بينسون على موقع روتن توميتوز (الإنجليزية)
- أشلي بينسون على موقع قاعدة بيانات الأفلام العربية
- أشلي بينسون على موقع ألو سيني (الفرنسية)
- أشلي بينسون على موقع تيرنر كلاسيك موفيز (الإنجليزية)
- أشلي بينسون على موقع أول موفي (الإنجليزية)
- أشلي بينسون على موقع قاعدة بيانات الأفلام السويدية (السويدية)
- أشلي بينسون على موقع إن إن دي بي (الإنجليزية)
- أشلي بينسون على موقع قاعدة بيانات الفيلم (الإنجليزية)
- Ashley Benson Spokesmodel for Faviana